# Бернардо де ла Торе
Бернардо де ла Торе (на испански: Bernardo de la Torre) (неизв. – 1545) е испански мореплавател и пътешественик-изследовател.

## Експедиционна дейност (1542 – 1543)
През 1542 – 1543 Бернардо де ла Торе командва един от шестте кораба във флотилията на Руй Лопес де Вилялобос от Мексико до Филипините. В началото на февруари 1543 испанците основават селище на остров Минданао, но скоро колонистите се оказват в крайно тежко положение. Започват да измират от болести, местните жители се отнасят особено враждебно към тях и е необходимо продоволствията да се набавят с боеве. Всичко това принуждава Вилялобос да изпрати през август 1543 кораба „Сан Хуан“ под командата на Торе обратно в Мексико за помощ, като същевременно изпраща по него отчета за експедицията, в който островите за първи път са назовани Филипински (в чест на престолонаследника принц Филип, впоследствие крал Филип II).
Торе, достигайки до 30° с.ш., е принуден да се върне във Филипините поради противните североизточни пасати духащи по това време в тази част на Тихия океан. По пътя, на 24°47′ с. ш. 141°19′ и. д. / 24.783333° с. ш. 141.316667° и. д., открива о-вите Волкано (Иво Джима), а на 27°05′ с. ш. 142°13′ и. д. / 27.083333° с. ш. 142.216667° и. д. – о-вите Бонин (73 км2). В Марианските о-ви Торе открива островите Анатахан (31,21 км2, 16°21′ с. ш. 145°39′ и. д. / 16.35° с. ш. 145.65° и. д.), Агрихан (вторично), Сариган (4,97 км2, 16°42′ с. ш. 145°46′ и. д. / 16.7° с. ш. 145.766667° и. д.) и Фаральон де Мединиля (0,85 км2, 16°01′ с. ш. 146°03′ и. д. / 16.016667° с. ш. 146.05° и. д.).
Бернардо де ла Торе става и първия европеец успял да обиколи целия остров Минданао.